# Liste der Baudenkmäler in Ascha (Niederbayern)
Auf dieser Seite sind die Baudenkmäler in der niederbayerischen Gemeinde Ascha zusammengestellt. Diese Tabelle ist eine Teilliste der Liste der Baudenkmäler in Bayern. Grundlage ist die Bayerische Denkmalliste, die auf Basis des Bayerischen Denkmalschutzgesetzes vom 1. Oktober 1973 erstmals erstellt wurde und seither durch das Bayerische Landesamt für Denkmalpflege geführt wird. Die folgenden Angaben ersetzen nicht die rechtsverbindliche Auskunft der Denkmalschutzbehörde.
 Die Liste gibt den Fortschreibungsstand vom 3. Juli 2018 wieder und umfasst fünfzehn Baudenkmäler.

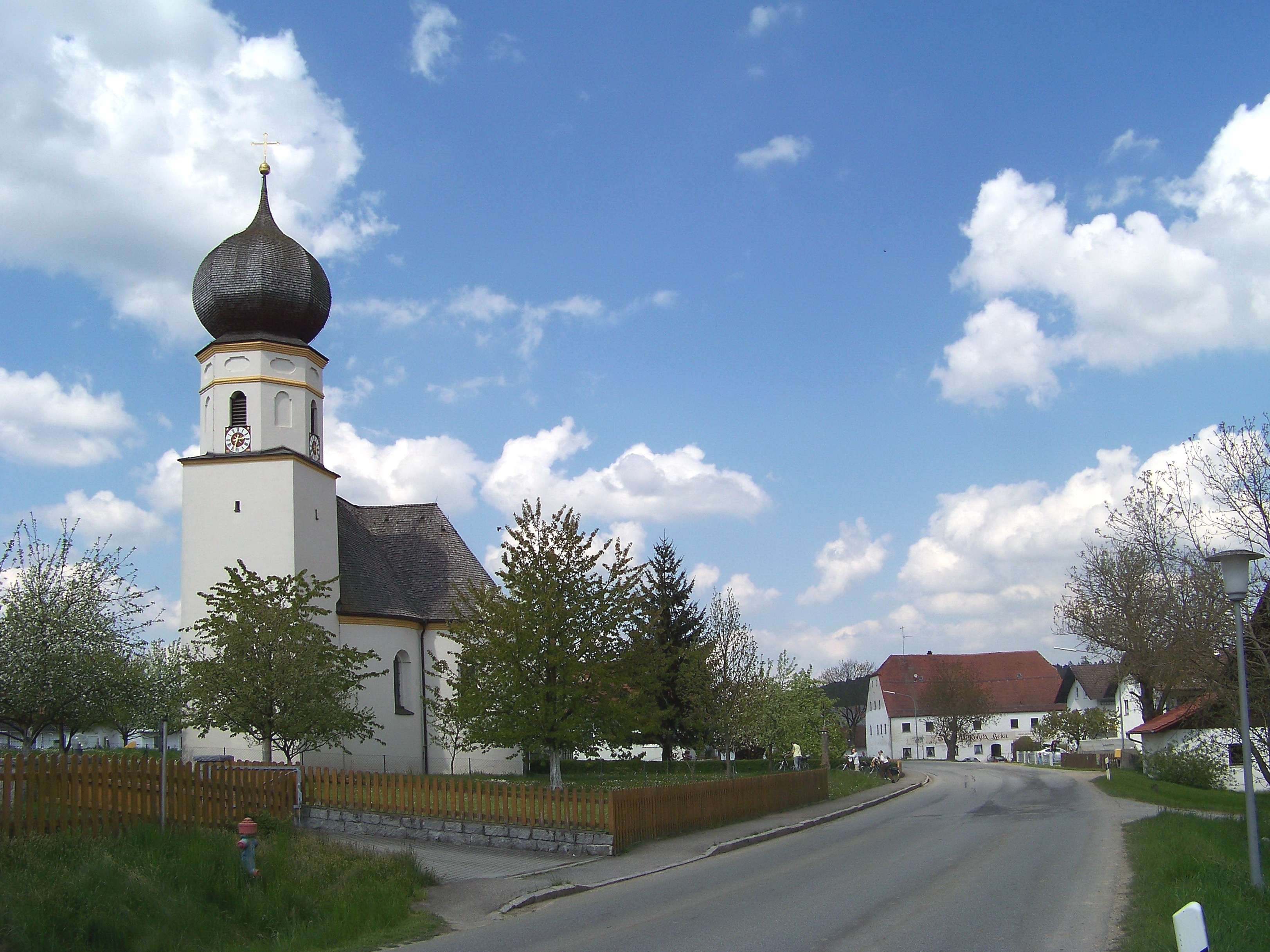
Gschwendt: Filialkirche Sankt Christoph

## Baudenkmäler nach Ortsteilen

### Ascha
| Lage                                      | Objekt                                     | Beschreibung                                          | Akten-Nr.             | Bild           |
| ----------------------------------------- | ------------------------------------------ | ----------------------------------------------------- | --------------------- | -------------- |
| Straubinger Straße 1 (Standort)           | Katholische Pfarrkirche Mariae Himmelfahrt | Einheitlicher Spätbarockbau, um 1720; mit Ausstattung | D-2-78-116-1 Wikidata | weitere Bilder |
| Straßenäcker, auf dem Weinberg (Standort) | Weinbergkapelle                            | Kleiner Barockbau des 18. Jahrhunderts                | D-2-78-116-2 Wikidata | BW             |

### Au
| Lage             | Objekt                            | Beschreibung                 | Akten-Nr.    | Bild |
| ---------------- | --------------------------------- | ---------------------------- | ------------ | ---- |
| Au 14 (Standort) | Waldlerhaus mit Blockbau-Oberteil | Erste Hälfte 19. Jahrhundert | D-2-78-116-3 | BW   |

### Gschwendt
| Lage                       | Objekt                                                  | Beschreibung                                                                 | Akten-Nr.             | Bild                                                    |
| -------------------------- | ------------------------------------------------------- | ---------------------------------------------------------------------------- | --------------------- | ------------------------------------------------------- |
| Hauptstraße 7 (Standort)   | Gasthaus mit Schopfwalm und angebautem Bruchsteinstadel | Erstes Drittel 19. Jahrhundert                                               | D-2-78-116-4 Wikidata | Gasthaus mit Schopfwalm und angebautem Bruchsteinstadel |
| Hauptstraße 10 (Standort)  | Katholische Filialkirche St. Christoph                  | Dreipassförmiger Zentralbau mit Anbau und Südturm, 1675; mit Ausstattung     | D-2-78-116-6 Wikidata | Katholische Filialkirche St. Christoph                  |
| Kinsachstraße 6 (Standort) | Waldlerhaus mit verbrettertem Vordach                   | Blockbau-Kniestock, zweites Viertel 19. Jahrhundert                          | D-2-78-116-7 Wikidata | Waldlerhaus mit verbrettertem Vordach                   |
| Kinsachstraße 7 (Standort) | Kleinhaus (Kramerei)                                    | Zum Teil getünchter Blockbau, zweite Hälfte 18. Jahrhundert                  | D-2-78-116-5 Wikidata | Kleinhaus (Kramerei)                                    |
| Ortfeldweg 2 (Standort)    | Kleinbauernhaus                                         | Eineinhalbgeschossig, mit Blockbau-Oberteil, zweites Viertel 19. Jahrhundert | D-2-78-116-8 Wikidata | Kleinbauernhaus                                         |

### Hagnzell
| Lage                                        | Objekt                        | Beschreibung                                              | Akten-Nr.              | Bild                          |
| ------------------------------------------- | ----------------------------- | --------------------------------------------------------- | ---------------------- | ----------------------------- |
| Hagnzell, nördlich am Weiler (Standort)     | Kleine Kapelle                | 19. Jahrhundert                                           | D-2-78-116-10 Wikidata | Kleine Kapelle                |
| Hagnzell 2, ostwärts des Weilers (Standort) | Kapelle                       | 19. Jahrhundert                                           | D-2-78-116-11 Wikidata | BW                            |
| Hagnzell 3 (Standort)                       | Dazu abgemauerter Traidkasten | Obergeschoss in Blockbau, zweites Viertel 19. Jahrhundert | D-2-78-116-9 Wikidata  | Dazu abgemauerter Traidkasten |

### Herrnberg
| Lage                                            | Objekt                                                        | Beschreibung                  | Akten-Nr.              | Bild |
| ----------------------------------------------- | ------------------------------------------------------------- | ----------------------------- | ---------------------- | ---- |
| Herrnberg 2 (Standort)                          | Dazu geständerter Traidkasten mit Stangenschrot und Giebeltür | Ende 17. Jahrhundert          | D-2-78-116-12 Wikidata | BW   |
| Riederszeller Weg, bei Haus Nummer 2 (Standort) | Kapelle                                                       | Zweite Hälfte 18. Jahrhundert | D-2-78-116-13 Wikidata | BW   |

### Willersberg
| Lage                      | Objekt                   | Beschreibung    | Akten-Nr.              | Bild                     |
| ------------------------- | ------------------------ | --------------- | ---------------------- | ------------------------ |
| Mittleres Feld (Standort) | Kleine Bildstock-Kapelle | 19. Jahrhundert | D-2-78-116-17 Wikidata | Kleine Bildstock-Kapelle |

### Willerszell
| Lage                                                     | Objekt    | Beschreibung                      | Akten-Nr.              | Bild |
| -------------------------------------------------------- | --------- | --------------------------------- | ---------------------- | ---- |
| Nähe Willerszell, ostwärts an der Hauptstraße (Standort) | Feldkreuz | Nachgotisch, Ende 16. Jahrhundert | D-2-78-116-19 Wikidata | BW   |

## Ehemalige Baudenkmäler
In diesem Abschnitt sind Objekte aufgeführt, die früher einmal in der Denkmalliste eingetragen waren.

| Lage                         | Objekt  | Beschreibung        | Akten-Nr.              | Bild |
| ---------------------------- | ------- | ------------------- | ---------------------- | ---- |
| Krähhof Krähhof 1 (Standort) | Kapelle | 18./19. Jahrhundert | D-2-78-116-14 Wikidata | BW   |